# 7 Cephei
7 Cephei, som är stjärnans Flamsteed-beteckning, är en ensam stjärna i den västra delen av stjärnbilden Cepheus. Den har en kombinerad skenbar magnitud på ca 5,42 och är svagt synlig för blotta ögat där ljusföroreningar ej förekommer. Baserat på parallaxmätning inom Hipparcosuppdraget på ca 4,0 mas, beräknas den befinna sig på ett avstånd på ca 800 ljusår (ca 246 parsek) från solen. Den rör sig bort från solen med en heliocentrisk radialhastighet på ca 3 km/s.

## Egenskaper
7 Cephei är en vit till blå stjärna  i huvudserien av spektralklass B7 V och är en tänkbar variabel stjärna med en amplitud 9 mikromagnituder och en period av 0,737 ± 0,002 dygn. Den har en massa som är ca 4,5 gånger solens massa, en radie som är ca 3 gånger större än solens och utsänder ca 770 gånger mera energi än solen från dess fotosfär vid en effektiv temperatur på ca 12 600 K.